# Jim Gilmore
James Stuart "Jim" Gilmore III (Richmond (Virginia), 6 oktober 1949) is een Amerikaanse politicus van de Republikeinse Partij. Hij was gouverneur van de staat Virginia van 1998 tot 2002. Van januari 2001 tot januari 2002 was hij voorzitter van het Republican National Committee van zijn partij.
Op 19 december 2006 kondigde Gilmore aan dat hij een verkennend comité zou vormen voor deelname aan de Amerikaanse presidentsverkiezingen 2008. Op 9 januari 2007 maakte hij dit officieel. Hij stapte uit de race op 13 juni 2007.

## Levensloop
Gilmore studeerde in 1971 af aan de Universiteit van Virginia. Daarna ging hij in dienst bij het Amerikaanse leger. Hij diende bij de militaire inlichtingendienst. Aan het begin van de jaren zeventig zat hij drie jaar in Heidelberg in West-Duitsland. Na zijn periode in het leger ging hij weer studeren. Hij rondde in 1977 de studie rechten af aan de Universiteit van Virginia en werkte daarna als advocaat. In 1993 werd hij gekozen als de procureur-generaal van de staat Virginia. Zijn termijn liep af in 1997.
In datzelfde jaar stelde Gilmore zich verkiesbaar voor het gouverneurschap van Virginia. Hij nam het op tegen zittend Luitenant-gouverneur Don Beyer. Gilmore beloofde veel nieuwe onderwijzers voor het openbaar onderwijs en een belastingkorting voor autobezit. Hij werd verkozen met een verschil van 13 procent.
In zijn eerste jaar wist Gilmore zijn plannen voor de belastingkorting voor auto-eigenaren te realiseren. Op termijn werd de belasting op autobezit zelfs afgeschaft. De economie van Virignia leed erg als gevolg van de aanslagen van 11 september 2001. Ronald Reagan Washington National Airport was voor enige maanden gesloten. Gilmore kondigde aan dat alle takken van de overheid moesten bezuinigen, met uitzondering van het onderwijs. In 1999 stelde Gilmore wetgeving voor die ook werd aangenomen waardoor het collegegeld voor universiteiten met 20 procent kon worden verlaagd.
Tijdens de termijn van Gilmore werden 37 mensen geëxecuteerd. Gilmore verleende aan een veroordeelde gratie omdat deze leed aan een dodelijk ziekte. In een ander geval verleende hij gratie aan Earl Washington die ter dood was veroordeeld, maar waarvan op basis van DNA-onderzoek bleek dat hij niet schuldig was.
Gilmore ondertekende een wet waarbij vrouwen 24 uur bedenktijd moesten krijgen in het geval een abortus. Ook stelde hij een verbod op klonen in.
John W. Forbes, zijn minister van Financiën, werd tot tien jaar gevangenisstraf veroordeeld. Dit kwam doordat Forbes tabaksbedrijven waarmee hij vanwege overheidswege overlegde verzocht vier miljoen euro door te sluizen naar een goed doel waarbij hij betrokken. Een groot deel gebruikte hij uiteindelijk voor persoonlijke uitgaven.
Volgens de grondwet van Virginia kan een gouverneur maar één termijn zitting houden. Daarom trad Gilmore in 2001 af. Van januari 2001 tot januari 2002 was hij voorzitter van het Republican National Committee. Hij richtte zich vooral op conservatieve kandidaten die in het Congres gekozen wilde worden. Gilmore trad af vanwege een meningsverschil met de regering van George W Bush die vond dat de RNC zich meer moest bezighouden met de verkiezing van de president voor een tweede termijn.
Gilmore stelde zich in december 2009 verkiesbaar voor het presidentschap van de Verenigde Staten. Zijn fondswerving bleef echter achter en in juli 2007 kondigde hij aan dat hij zijn kandidatuur introk.
In 2009 stelde Gilmore zich verkiesbaar voor de vrijkomende Senaatszetel van John Warner. Hij verloor in de verkiezingen echter van Democraat Mark Warner.
In 2015 maakte Gilmore bekend dat hij zich verkiesbaar stelt voor de Presidentsverkiezingen van 2016. Zijn campagne kwam echter van begin af aan moeizaam op gang, waarna hij zich in februari 2016 terugtrok.
- Gemeinsame Normdatei: 1176072382
- International Standard Name Identifier: 0000 0000 4156 8090
- Library of Congress Control Number: no98086513
- SNAC: w64j0m01
- Virtual International Authority File: 56231981
- WorldCat: E39PBJv4gQG8jH8PbWVHJwkhpP